# Adzsdábijai csata
Az adzsdábijai csata a líbiai polgárháború fegyveres összetűzése Adzsdábija környékén játszódott le. A harcban a Moammer Kadhafi líbiai elnökhöz hű erők és az ellene lázadók csaptak össze. A második bregai csatában Kadhafi csapatai elfoglalták a várost, és már csak Adszdábija állt köztük és a felkelők központja, Bengázi között. Az adzsdábijai csata eredményének nagy jelentőséget tulajdonítottak. Ez dönthette el a felkelők sorsát, hogy tudnak tovább haladni, vagy teljesen elfojtják a kezdeményezést. 2011. március 26-án a felkelők a szövetségesek légi támogatásának is köszönhetően visszafoglalták a jelentős olajvárost Moammer Kadhafi ezredes seregeitől. A csata első felében Kadhafi csapatai szerezték meg a főbb útvonalak feletti ellenőrzést. Ezeken keresztül lehetett eljutni Bengáziba és Tobrukba. Ezzel párhuzamosan a város nagy rézét is elfoglalták. Bár a központ végig a felkelők kezén maradt, a kormány katonái körbevették őket, és a körgyűrű miatt semmiféle külső segítség nem érkezhetett el hozzájuk. A második rész után Kadhafi ellenfelei vették át az útkereszteződések felügyeletét, és megtisztították a várost a kormány katonáitól. A Via Barbián keresztül egészen Szirtig kergették őket.

## Előzmények
2011. február 16–17-én Adzsdábija volt a kormányellenes tüntetések legfőbb színtere. Itt 10 embert megöltek, közülük többekkel a kormányhoz hű orvlövészek végeztek. A tüntetők gyorsan elfoglalták a várost, és miután a kormány központi irodáját felégették, szabad várossá nyilvánították a területet.

## Az első ütközet
2011. március 15-én a pár órája elfoglalt Bregából a kormány csapatai előretörtek, és megtámadták Adzsábiját. A szárazföldön kívül tengerről és a levegőből is ostrom alá vették a várost. Ezelőtt már három napig a levegőből tüzeltek a területre. A felkelők március 13-án azt mondták, életük árán is megvédik a várost. Ennek ellenére a nem innen származó felkelők azonnal elhagyták a várost, amint a kormány megindította a támadásait. A civil lakossággal együtt Bengázi felé menekültek. A tüzérségi támadás után a kormányhoz hű katonák megkezdték a szárazföldi támadásukat. A támadók – a felkelők várakozásainak megfelelően – nyugat felől érték el a várost. Egy szakasz azonban kivált belőlük, és a város megkerülve délről lendültek támadásba. A kormány a nyugaton állomásozó felkelőket gyorsan legyőzte, és elfoglalták a város nyugati bejáratát. Ugyanakkor keleten is átették az irányítást, így a felkelők már nem menekülhettek el Bengázi felé sem. A várost elfoglalták, és az ide vezető csomópontokat mind a kormány ellenőrizte már. Így ők meg tudtak indulni a következő állomás, Bengázi irányába. Amint végeztek a város körbe kerítésével, a tankokkal minden irányból a városközpont felé vették az irányt. Az ottmaradt felkelőket bekerítették, és utcai harcok törtek ki. Ezalatt Bengáziból a helyszínre küldtek egy támadó repülőgépet, ami nekiállt bombázni a kormány tengeri hajóit. Ezeknek a város tengeri védelme lett volna a legfontosabb feladata. Független források szerint csak egy hajót ért találat, de a felkelők három eltalált hajóról beszélnek, melyek közül szerintük kettő el is süllyedt. Pár órával később már az egész város a kormány kezén maradt. A tankok azért még a külvárosokban maradtak, nehogy az éj leple alatt még megbúvó felkelők támadjanak a katonákra. A felkelők is győztesnek képzelték magukat, azonban éjfél körül tüzérségi támadást indítottak az Abidzsán körül elrejtőző kormánykatonák.
Március 16-án kiegyensúlyozott volt a városért folytatott csata. Egyik fél sem érezhette magát nyeregben, illetve egyikük sem szerezte meg teljesen a terület feletti ellenőrzést. A frontról visszatért kormánycsapatok arról számoltak be, hogy heves ellenállásba ütköztek a felkelők részéről. Bengáziból a felkelők egyik erősítő serege már csak pár kilométernyire volt a város keleti kapujától, mikor a kormány csapatai rájuk támadtak. Egy szűk folyosóval akarták összekötni Adzsábiját és Bengázit, hogy ezen keresztül tudják eljuttatni a szükséges utánpótlást. A keleti kertvárosok azonban még mindig Kadhafi kezén voltak. Miközben a nyugati városrész teljesen a kormány irányítása alatt volt, a felkelők délről próbáltak meg betörni. A nyugati bejáratnál három helikopterről lőtték a Kahafi mellett kitartó katonákat. Itt már a város elleni utolsó támadásra készültek. Szirtből katonai erősítés, fegyverek, lőszerek és egyéb harci eszközök érkeztek a területre.
Március 17-én, amint az óra elütötte az éjfélt, a kormány csapatai támadást intéztek a déli kapu ellen. Három órányi harc árán végül is sikeresen bevették. A délelőtti órákban a lojalisták elvágták a város keleti részén felállított folyosót. Már csak erre volt szükség ahhoz, hogy a várost ismét teljesen bekerítsék. Az adzsdábijai ütközetek alatt Zueitina – a várostól északra fekvő kisebb olajváros – kikötőjénél erősítést kaptak a kormány katonái. A felkelők vezérei azonban arról számoltak be, hogy bekerítették a szárazföldre lépő seregeket, és megtámadták őket. Másnap a felkelők arról számoltak be, hogy a kikötőért vívott ütközetben az ő katonáik mellett civileket is lelőttek, azonban 20 katonát sikerült fogságba ejteniük.

## A második összecsapás
Mivel március 19-én a szövetségesek már biztosították a Líbia feletti légtérzárat, és tüzelték Kadhafinak az utánpótlási vonalait, konvojait, a felkelők március 20-án Bengáziból elindultak, hogy visszaszerezzék Adzsábiját. Útközben zueitina városát is visszaszerezték. Március 21-én a Bengáziból előre törő felkelők megpróbáltál bevenni Adzsábiját. A céljuk a bennragadt felkelők segítése és a lojalisták kiűzése volt. A támadásukat azonban a több rakétakilövővel felszerelt tankoknak köszönhetően a kormány csapatai visszaverték. A felkelők egy, a várostól 12 mérföldnyire fekvő ellenőrző pontig hátráltak. Este az amerikai légierő lojalisták állásait lőtte Adzsdábija közelében. Ezekről a helyekről állítólag ágyúkkal lőtték a várost.
Másnap a felkelők vezetői és a Guardian velük tartó riportere is gomolygó füstről számoltak be. Ez a városnak abból a részéből szállt fel, ahol a kormányzat épületei voltak. A felkelők szerint a szövetségesek légi támadásaiban legalább három, a kormányhoz tartozó tankot lőttek szét a város keleti bejáratánál. Az Al Jazeera egyik stábja az egyik ellenőrző pontnál egy tank romjait filmezte le. Ezt a pontot a felkelők a frontvonal részeként állították fel.
Március 23-án a NATO gépei ismét lőtték a város keleti kapujánál összesereglett kormánycsapatokat. A városból elmenekültek szerint már csak a városközpont van a felkelők kezén. A kertvárosok a kormány fennhatósága alá tartoznak. Az Independent riporterei egy kétnapos körúton ismerkedhettek meg az Adzsábijában uralkodó állapotokkal. Ezen a kormány szervezte úton nyoma sem volt annak a nagy pusztításnak, amiről felkelők számoltak be.
Március 24-én a városközpont kivételével még mindig Kadhafi seregei ellenőrizték a területet. Ide tartozott a város keleti és nyugati bejárata, valamint a külvárosok. Aknavetőkkel és tüzérségi fegyverekkel akadályozták meg, hogy a felkelők bejuthassanak a város belsejébe. Március 24-én későn több kinnrekedt felkelő megpróbált bejutni Adzsábijába. A városon belül ekkor a helyzet nagyon változatos volt. A területek egyik pillanatról a másikra cseréltek gazdát. Éjszaka brit repülőgépek intéztek támadást Kadhafi tankjai és páncélozott járművei ellen.
Március 25-én a város központi és nyugati része a katonák, a keleti része pedig a felkelők kezén volt. Reggel az ellenzék vezérei a törzsi vezetőkön keresztül üzenetet juttattak el Kadhafi csapataihoz. Arra szólították fel őket, hogy tegyék le a fegyvert, és adják meg magukat. Mivel a lojális seregek nem tettek eleget a felkérésnek, a felkelők gyülekezni kezdtek a város egyik sarkában, hogy támadást indítsanak Adzsdábija ellen. Délután négy felkelő és több, a helyszínre szállított rakétakilövő tüzelt a kormány katonáinak állásaira. Az ellenfél tüzérsége felvette velük a harcot. Mivel a kormány katonái felkelők egy csoportját feltartóztatták a kapuknál, az ellenzékiek visszavonták az eltervezett hadműveleteiket.
Voltak olyan csoportok, amelyek még az előző este felállított kordonokon keresztül még éjszaka is be akartak jutni Adzsábijába. A britek a városban és a környékén a kormány hét tankját semmisítették meg. Ekkor a város nyugati felét a kormány, a keleti szegmenst pedig a felkelők tartották ellenőrzésük alatt.
Március 26-án a felkelők azt jelentették, hogy teljes egészében ők irányítják a várost. Ezt az Al Jazeera helyszínen lévő tudósítói is megerősítették. A Reuters szerint Khaled Kaim külügyminiszter-helyettes megerősítette, hogy csapataikat kiszorították Adzsábijából. Szerinte a szövetségesek nyíltan a felkelőket támogatják. Innen az ellenzéki csapatok Brega felé indultak, hogy azt a várost is visszaszerezzék.
Az Al Jazeera értesülései szerint, a felkelők március 25-én éjszaka elfogták Kadhafi hadseregének az egyik tábornokát, Bilgasim al-Gangát.